# Edward Jenner
Edward Jenner, FRS, angleški zdravnik, * 17. maj 1749, Berkeley, Gloucestershire, Anglija, † 26. januar 1823, Berkeley.
Jenner je znan kot odkritelj cepiva proti črnim kozam, prvega cepiva na svetu, zato velja za utemeljitelja imunologije.

## Življenjepis
Rodil se je v družini lokalnega vikarja in že zgodaj osirotel, zato je sprva živel pri bratu. V šoli se je začel zanimati za naravoslovje, pri 13 letih je postal vajenec pri lokalnemu kirurgu ter lekarnarju, nato je delal pri Georgeu Harwickeu in nazadnje pri slavnemu kirurgu Johnu Hunterju, pri katerih je dobil medicinsko izobrazbo.
Kot naravoslovec se je ukvarjal z različnimi stvarmi, med drugim je pomagal določevati organizme, ki jih je v domovino prinesel raziskovalec James Cook, izdelal svoj balon na vroč zrak leto dni po prvih demonstracijah bratov Montgolfier v Franciji in objavil študijo vedenja kukavičjih mladičev, kar mu je prineslo članstvo v Kraljevi družbi. Po dveh letih pri Hunterju je odprl zdravniško prakso v Berkeleyju in nadaljeval tudi z udejstvovanjem v naravoslovju.
Že kot vajenec pri Georgeu Harwickeu je slišal za zgodbe dekel na mlečnih farmah, ki so se pogosto okužile z govejimi kozami, vendar zato niso zbolele za črnimi kozami, takrat eno najsmrtonosnejših nalezljivih bolezni. Leta 1796 je izvedel poskus, vzel je vzorec iz pustule na roki ene od njih in ga prenesel na osemletnega dečka. Ta je zbolel, vendar je bil potek bolezni blag in kratkotrajen. Dva meseca kasneje ga je Jenner okužil z vzorcem iz lezije kužnega bolnika s črnimi kozami. Deček ni zbolel in Jenner je zaključil, da je obvarovan. Poročilo je poslal Kraljevi družbi, ki pa ga je zavrnila, zato je izvedel dodatne poskuse in izsledke objavil v knjižici An Inquiry into the Causes and Effects of the Variolae Vaccinae, a disease discovered in some of the western counties of England, particularly Gloucestershire and Known by the Name of Cow Pox. Del strokovne javnosti ga je napadel, vendar so cepljenje pričeli izvajati njegovi kolegi in do leta 1800 se je kot učinkovita metoda za preprečevanje črnih koz razširilo po vsej Angliji ter v drugih evropskih državah, uvedeno pa je bilo tudi v Združenih državah Amerike, kjer se je zanj močno zavzel Thomas Jefferson.
Edward Jenner se je poročil leta 1788, z ženo Catherine sta imela štiri otroke. Po zagonu cepljenja z virusom govejih koz se je počasi umaknil iz javnega življenja in se ponovno posvetil medicinski praksi v Berkeleyju. Med letoma 1810 in 1815 so mu najstarejši sin, dve sestri in žena umrli za tuberkulozo. Sam je leta 1820 doživel kap, po kateri si je opomogel, in leta 1823 še drugo, za katero je umrl.